# Gewone tarwe

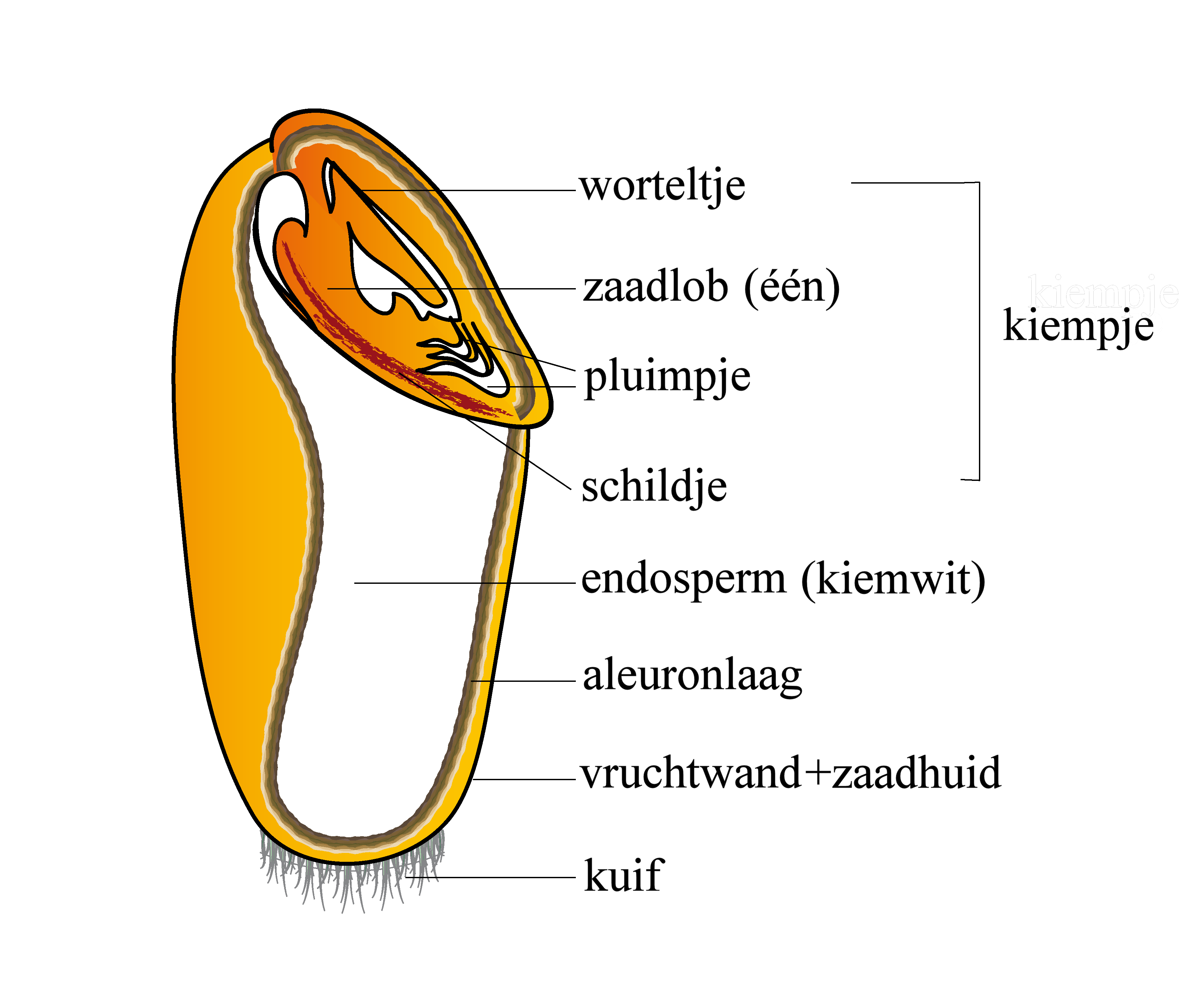
Bouw tarwekorrel

Gewone tarwe (Triticum aestivum) is een van de voornaamste granen waar de mensheid zich mee voedt, naast rijst en maïs. Tarwe staat met maïs op een gedeelde eerste plaats. De wereldproductie van tarwe bedroeg in het seizoen 2004/2005 611 miljoen ton (611.000.000.000 kg) en in 2019 768 miljoen ton. Gewone tarwe is een zelfbestuivende graansoort.

## Oorsprong
Tarwe is een van de oudste gedomesticeerde planten. De domesticatie vond waarschijnlijk ongeveer 10.000 jaar geleden plaats in het Midden-Oosten en Afrika van Syrië tot Kasjmir en naar het zuiden tot in Ethiopië (de Vruchtbare Halve Maan).

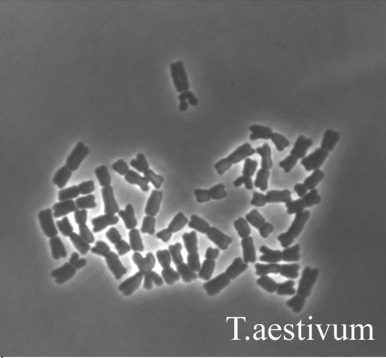
Karyotype van gewone tarwe met 42 chromosomen

Gewone tarwe is hexaploïd met 42 chromosomen (2n = 6x = 42) en ontstaan door allopolyploïdie uit verschillende voorouders. Vaak ziet men bij kruisingen tussen soorten dat er geen fertiele nakomelingen ontstaan doordat de chromosomenparen te veel verschillen, wat problemen geeft bij de meiose. Door verdubbeling van het aantal chromosomen kan wel een goede paring van de chromosomen optreden. De ontstaanswijze is waarschijnlijk als volgt gegaan:
De diploïde eenkoorn (2n = 14) heeft zich gekruist met een diploïde wilde grassoort (2n = 14). Het grondgetal van het genoom in deze verwantschapsgroep is x = 7. De diploïde hybride die uit de kruising ontstond kon zich niet voortplanten. Na de verdubbeling van de chromosomen van de hybride ontstond een vruchtbare, tetraploïde hybride (met het dubbele aantal chromosomen; 2n = 4x = 28). Van deze hybride stamt emmertarwe (Triticum dicoccum) af. Emmertarwe heeft zich gekruist met de diploïde Aegilops squarrosa (synoniem: Triticum tauschii, 2n = 14). Ook bij deze hybride is het chromosomenaantal verdubbeld, zodat er vruchtbare planten zijn ontstaan. Dit zijn dus de uiteindelijke hexaploïde (2n = 6x) gewone tarwe en spelt (Triticum spelta).

### Genetische achtergrond
- Het genoom van eenkoorn wordt weergegeven met A en eenkoorn-planten hebben AA.
- Het genoom van de wilde diploïde grassoort wordt weergegeven met B en planten hebben BB.
- Het genoom van de diploïde Aegilops squarrosa wordt weergegeven met D en planten hebben DD.
- Het genoom van de gewone tarwe wordt weergegeven met ABD en planten hebben AABBDD.

## Rassen
Gewone tarwerassen worden ingedeeld naar groeiseizoen:
- wintertarwe,
- zomertarwe en
- overgangstarwe

of naar het glutengehalte in de korrel:
- hard (veel gluten) en
- zacht (veel zetmeel, weinig gluten)
  - baktarwe
  - vultarwe
  - voertarwe

Het eiwit van gewone tarwe bestaat voor ongeveer 58-65% uit gluten (gliadine en glutenine).

### Oude rassen in Nederland
Rond 1870 werden de twee landrassen Zeeuwse tarwe en Gelderse tarwe (Gelderse rode) met goede bakeigenschappen veel geteeld. Hierna kwamen de Engelse rassen Essex en Squarehead (Rode Dikkop) in opgang. Essex verving de Zeeuwse en Squarehead de Gelderse. Deze Engelse rassen werden veel gekruist met de landrassen Zeeuwse en Gelderse tarwe. Hieruit is het belangrijke ras Wilhelmina ontstaan, dat tot ongeveer 1940 in Nederland op grote schaal werd verbouwd. Naast Wilhelmina kwamen Juliana, Witte Dikkop, Imperiaal I en Miljoen III voor. Wilhelmina werd opgevolgd door Juliana tarwe en Imperiaal I door Imperiaal IIa. Dit zijn allemaal rassen met lang stro. Later zijn er de kortstrorassen gekomen die een hoger bemestingsniveau konden hebben.
Door veredeling is de opbrengst per hectare sterk gestegen. Omstreeks 1920 was de opbrengst nog 2700 kg per ha, in 1950 was dit opgelopen naar 3600 en rond 2000 6500 kg per ha met uitschieters van 10.000 kg.

## Teelt
In Nederland wordt ongeveer 145.000 ha gewone tarwe per jaar verbouwd. Als in het najaar de zaaiomstandigheden slecht zijn of er wintertarwe uitvriest zal er meer zomertarwe uitgezaaid worden.

### Wintertarwe
Ongeveer 125.000 ha wintertarwe wordt er jaarlijks verbouwd. Wintertarwe kan van half oktober tot half december gezaaid worden. Belangrijk bij deze teelt is het gebruik van wintervaste rassen. De rassen worden ingedeeld naar bakkwaliteit in:
- Baktarwe
- Vultarwe
- Voertarwe

Enkele zomertarwerassen geven in het algemeen de beste baktarwe.

### Zomertarwe
Het areaal zomertarwe bedraagt gemiddeld 25.000 ha per jaar, maar kan sterk wisselen afhankelijk van slechte weersomstandigheden in het najaar voor de uitzaai van wintertarwe of een strenge winter, waarbij wintertarwe uit kan vriezen. Vanaf eind januari kan zomertarwe gezaaid worden.

### Overgangstarwe
Overgangstarwe is een tussentype tussen winter- en zomertarwe, maar wordt sporadisch alleen in Zeeuws-Vlaanderen gezaaid. In Frankrijk en België wordt dit type echter meer gebruikt.

### Geheleplantsilage
Wintertarwe wordt ook gebruikt voor de teelt van "geheleplantsilage" (GPS), waarbij de gehele plant wordt gehakseld en ingekuild voor vervoedering aan het vee in de winter, net als snijmaïs. De plant wordt geoogst eind juni tot half juli als de korrel zachtdeeg tot deegrijp en het drogestofgehalte van de gehele plant ongeveer 40% is.

## Samenstelling korrel
De tarwekorrel bestaat uit zemelen, aleuronlaag, meellichaam en een kiempje. Het meellichaam is het endosperm van de korrel en omvat gemiddeld 80% van de korrel. Bij een uitmaling van 80% is dus bijna het hele meellichaam vermalen tot bloem. De bloem bestaat uit zetmeel en gluten. De aleuronlaag is rijk aan vitamine B en mineralen. De zemelen bestaan voornamelijk uit cellulose en mineralen. Het kiempje bevat olie, dat uitgeperst tarwekiemolie oplevert. Meelfabrieken verwijderen voor het malen het kiempje, alleen windkorenmolens of maalderijen waar met stenen gemalen wordt leveren nog echt volkorenmeel.

## Bakkwaliteit
De bakkwaliteit is afhankelijk van

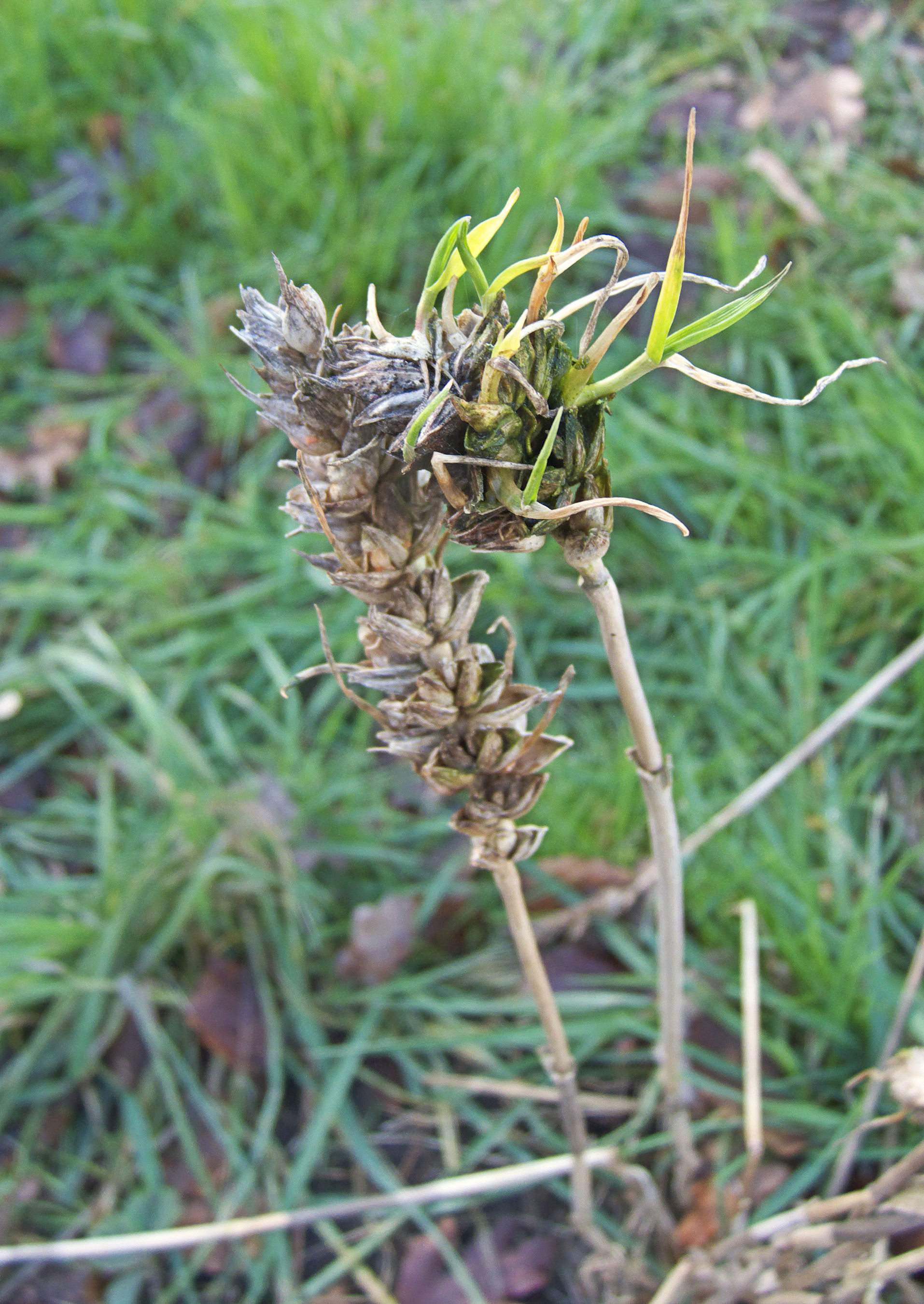
Schot

- het klimaat. Franse en Duitse tarwe hebben een betere bakkwaliteit dan de Nederlandse tarwe. Amerikaanse tarwe heeft de beste bakkwaliteit.[bron?] Tarwe maakt meer gluten naarmate de temperatuur hoger is. Gluten is nodig als bindmiddel voor het brood. Zomertarwe maakt meer gluten dan wintertarwe.
- het valgetal dat beïnvloed wordt door de oogstomstandigheden. Reeds in de aar gekiemde tarwe (schot) heeft een laag valgetal
- het eiwitgehalte wordt beïnvloed door stikstofbemesting en bodemvruchtbaarheid
- de sedimentatiewaarde, die de eiwitkwaliteit aangeeft
- de uitmaling. Een goede maalkwaliteit van de korrels is van belang. Tarwe wordt in een meelfabriek door tot 20 achter elkaar geplaatste paren walsen gemalen. Het meel van de voorste paar walsen geeft de hoogste kwaliteit, die van het achterste de laagste kwaliteit. In Nederland is de hoogste kwaliteit in de handel onder de naam patentbloem. In Frankrijk wordt het aangeduid als Type 45, in het Duitsland als Type 405 en in Italië als farino tipo 00.

## Ziekten
- Bladziekten: Schimmelaantastingen van de bladeren die grote schade kunnen veroorzaken zijn gele roest (Puccinia striiformis f. tritici), bruine roest (Puccinia recondita f. tritici) en meeldauw (Erysiphe graminis f. tritici)
- Voetziekten: Oogvlekkenziekte (Pseudocercosporella herpotrichoides) is de belangrijkste. Verder komen voor Fusarium (Fusarium culmorum), tarwehalmdoder (Geaumannomyces graminis var. tritici) en scherpe oogvlekkenziekte (Rhizoctonia cerealis).
- Aarziekten: meeldauw, kafjesbruin (Stagonospora nodorum), rode kafschimmel (Fusarium spp.), sneeuwschimmel (Microdochium nivale) en het zwart (Dermateaceae). De fusariumsoorten Fusarium graminearum, Fusarium culmorum en Fusarium avenaceum produceren mycotoxinen (onder meer deoxynivalenol (DON)), die schadelijk zijn voor mens en dier. Deoxynivalenol is een trichotheceen.

## Botanisch
Gewone tarwe behoort tot de grassenfamilie en is een eenjarige (zomertarwe) of een tweejarige plant (wintertarwe). De wintertarwe moet voldoende koude gehad hebben om te kunnen bloeien. Zomertarwe bloeit eind mei begin juni. Wintertarwe bloeit wat eerder.
Op de overgang van de bladschede naar de bladschijf zitten zowel een tongetje als oortjes, die meer of minder behaard zijn.
De aartjes kunnen afhankelijk van het ras ongenaald of genaald zijn.
Botanisch gezien is de tarwekorrel een graanvrucht.

## Genoom
Het genoom van gewone tarwe bestaat uit 17 miljard basenparen (17 Gbp) en omvat tussen de 94.000 en 96.000 genen, die over 6 chromosomen (de haploïde chromosoomset) verdeeld zijn. In augustus 2018 stond in het wetenschappelijke tijdschrift Science, dat het International Wheat Genome Sequencing Consortium het genoom van gewone tarwe bijna volledig had opgehelderd.

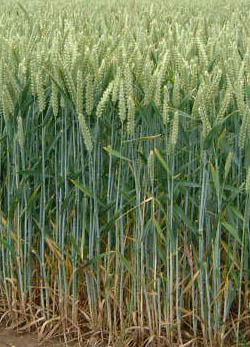
Tarweakker
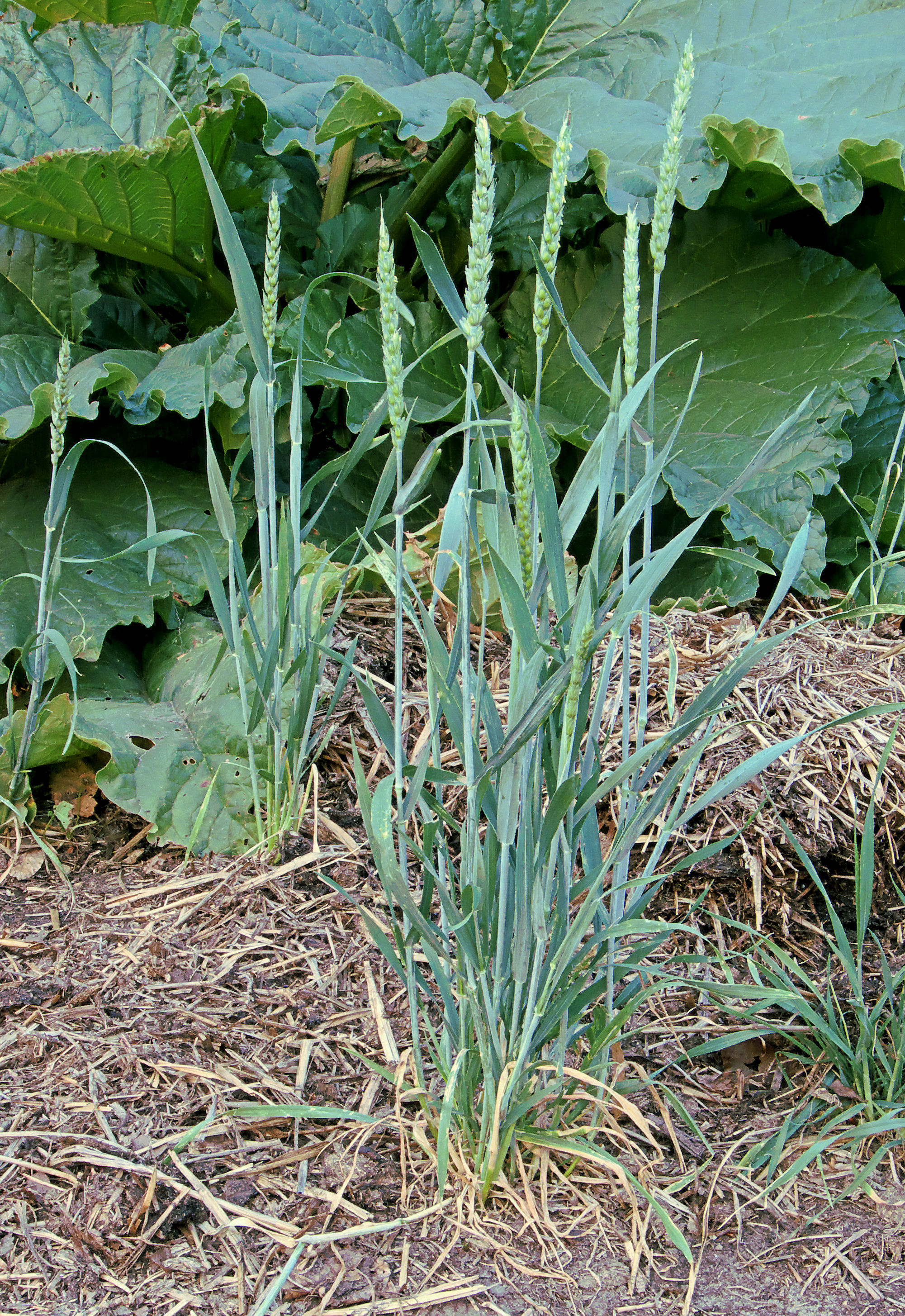
Bloeiende plant
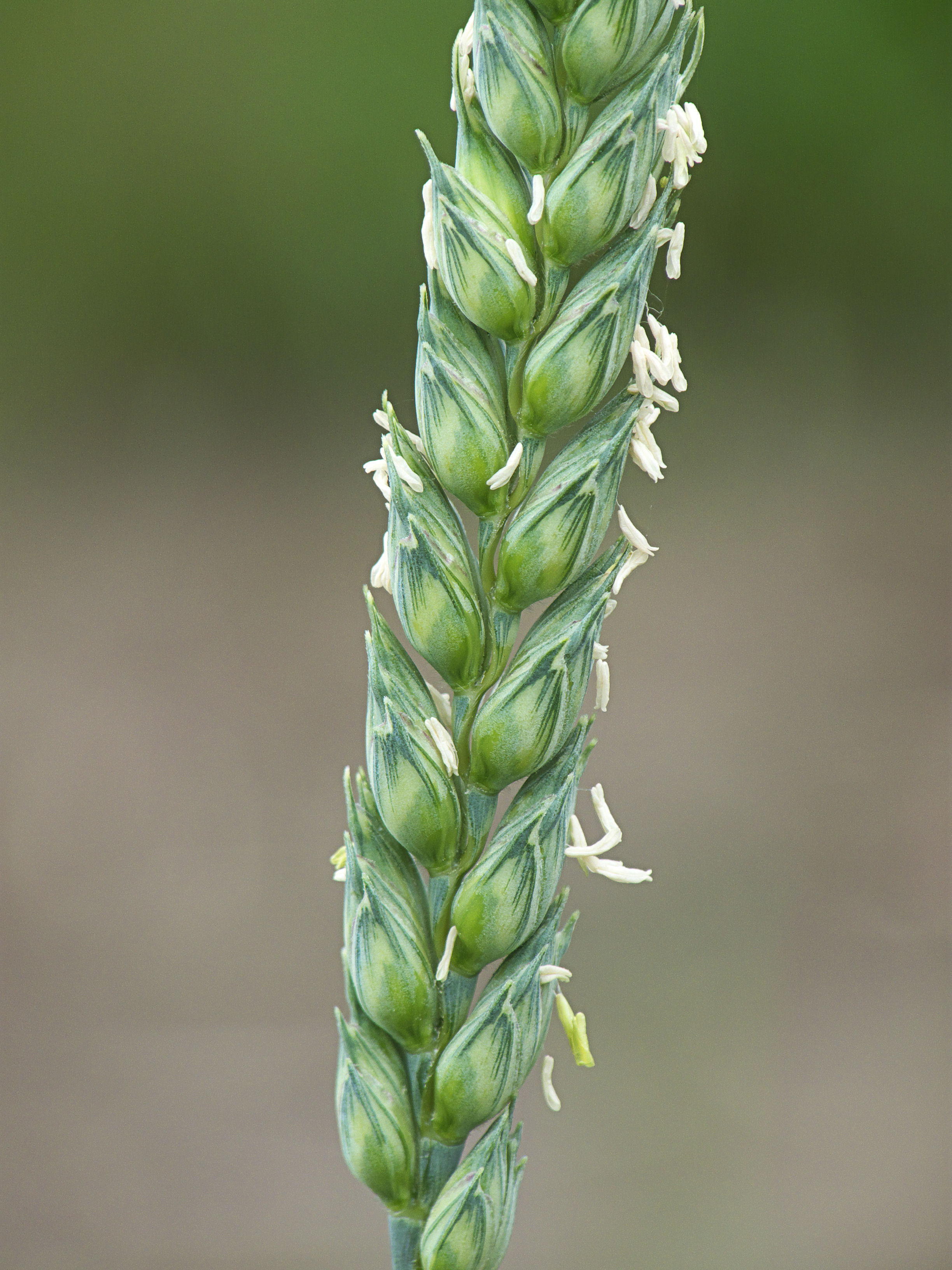
Bloeiende, ongenaalde aar
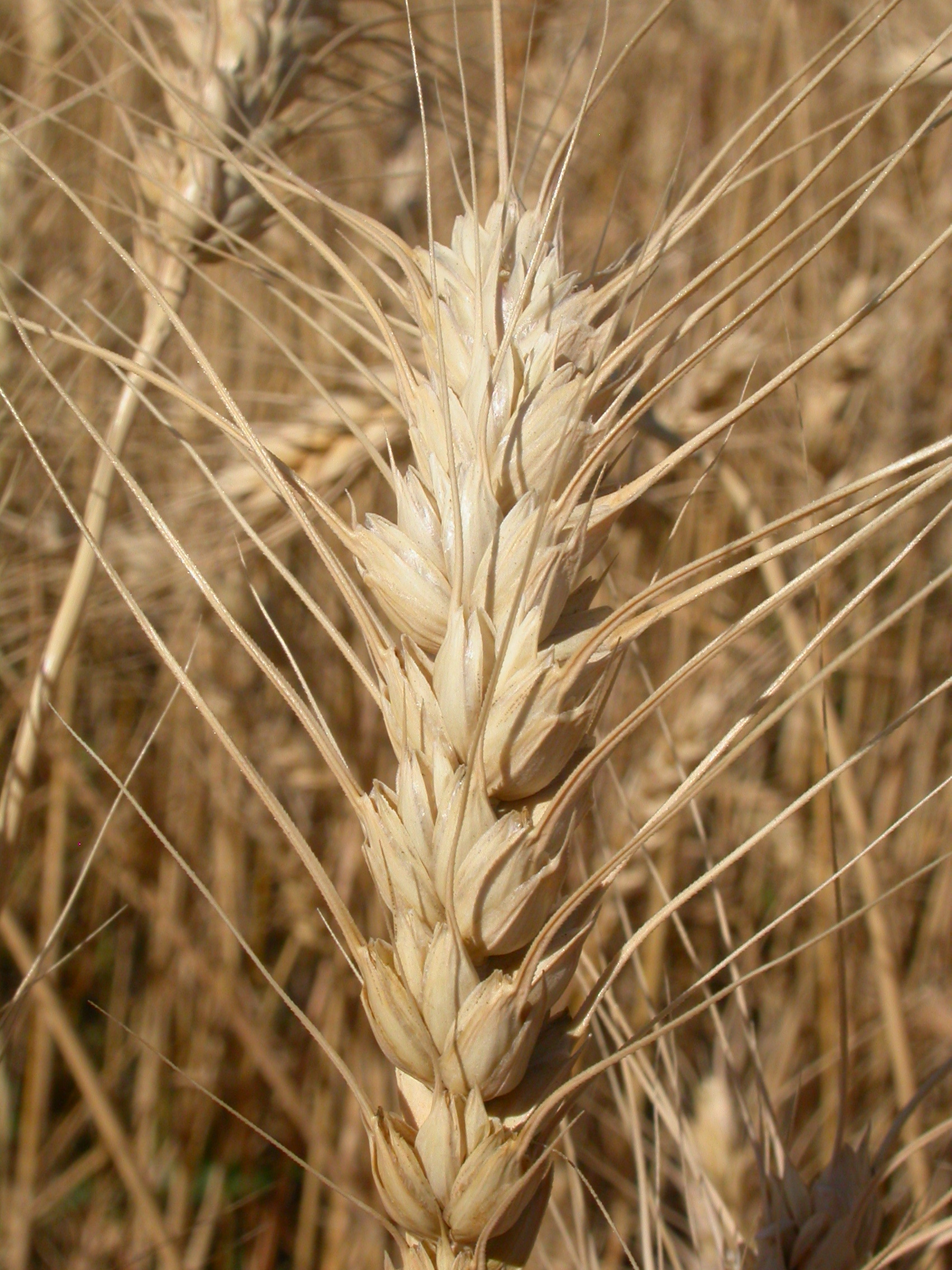
Genaalde aar
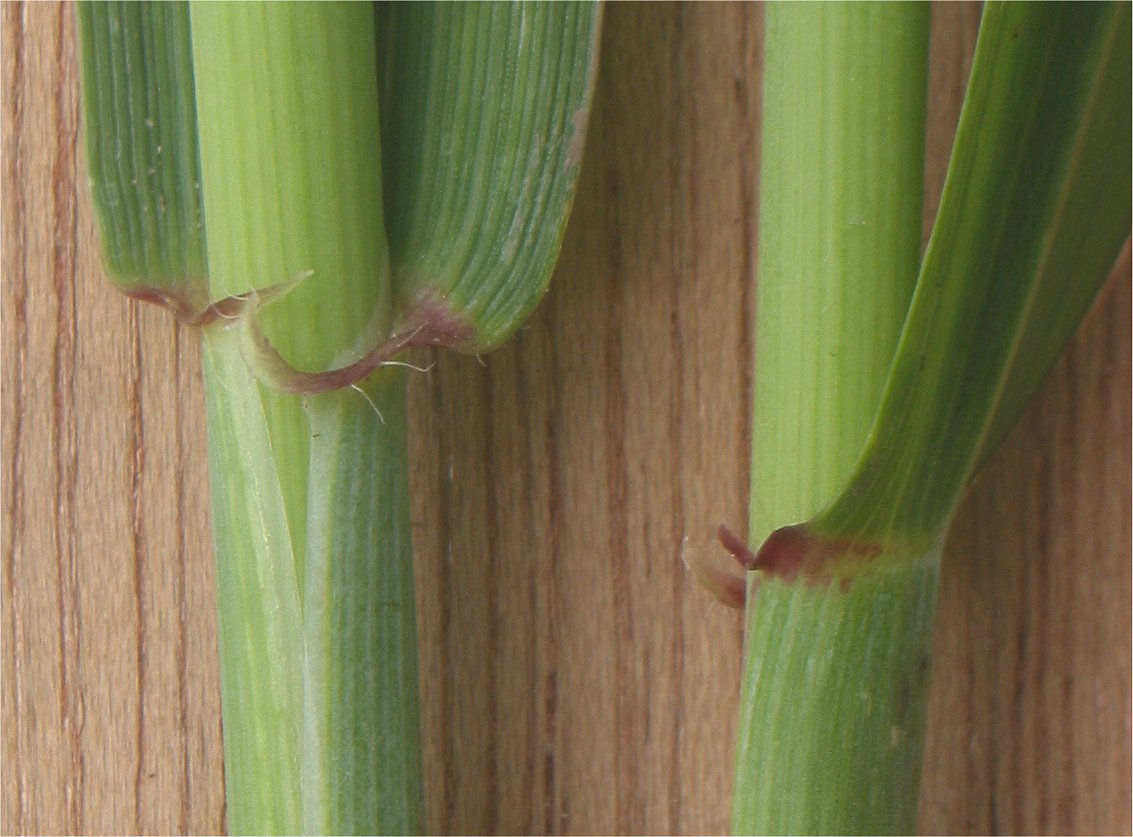
Oortjes
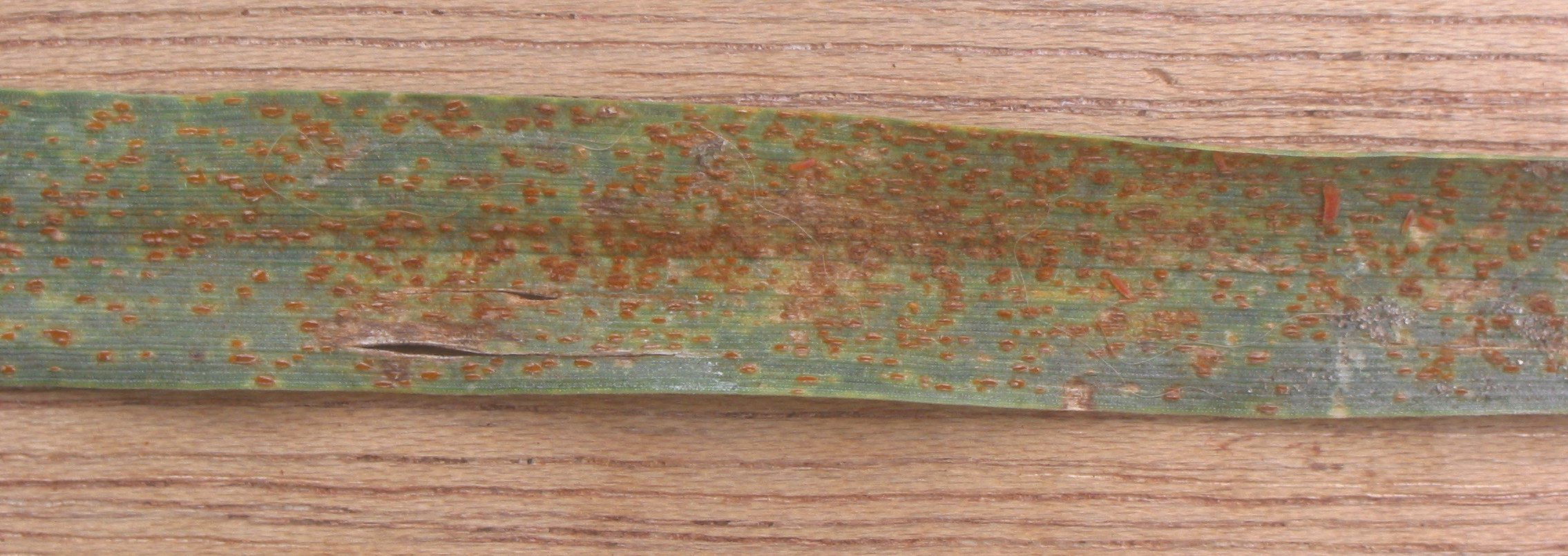
Bruine roest

... · 
T. aestivum (Gewone tarwe) · 
T. compactum (Dwergtarwe) · 
T. dicoccoides (Wilde emmer) · 
T. dicoccum (Emmertarwe) · 
T. durum (Durum) · 
T. monococcum (Eenkoorn) · 
T. spelta (Spelt) · 
...